# Armanda Guiducci
Armanda Guiducci (Napoli, 12 ottobre 1923 – Milano, 8 dicembre 1992) è stata una scrittrice, filosofa e critica letteraria italiana.

## Biografia
All'anagrafe Armanda Giambrocono, si laureò in filosofia all'Università di Milano, allieva di Antonio Banfi, uno dei personaggi di spicco della cultura italiana del tempo. Collaborò dagli anni cinquanta in poi a numerose riviste letterarie e politiche della sinistra critica in Italia. Nel 1955, con Franco Fortini, Luciano Amodio e Roberto Guiducci (suo marito), lanciò la rivista politico-letteraria « Ragionamenti », di cui in seguito assunse la direzione.
Collaborò inoltre a « Arguments », « Cultura e Realtà » di Pavese, « Passato e Presente », « Opinioni », « Tempi moderni », presentando suoi studi su Gramsci in « La città futura » e traducendo libri stranieri di critica letteraria. Appassionata studiosa di antropologia culturale, etnologia e psicoanalisi, partecipò attivamente al movimento femminista italiano.
Curò sceneggiature culturali per la televisione svizzera.

## Opere
- La domenica della rivoluzione, 1961
- Poesie per un uomo, 1965; Asterios, Trieste, 2018
- Dallo zdanovismo allo strutturalismo, 1967
- Il mito Pavese, 1967
- Invito alla lettura di Pavese, 1972
- La mela e il serpente, 1974
- Due donne da buttare, 1976
- La donna non è gente, 1977
- All'ombra di Kali, 1979
- Letteratura della nuova Africa (in collaborazione con Lina Angioletti)
- A colpi di silenzio, 1982
- Donna e serva, 1983
- A testa in giù, 1984
- Perdute nella storia, storia delle donne dal I al VII sec., 1989
- Medioevo inquieto, storia delle donne dal VII al XV sec., 1990
- Virginia e l'angelo, 1991

## Premi e riconoscimenti
- Premio Nazionale Letterario Pisa per la Saggistica (1968) [1]
- Premio Nazionale Letterario Pisa, ex aequo per la Poesia, 1982 [1]